# Kabinda (Demokratyczna Republika Konga)
Kabinda – miasto w południowej części Demokratycznej Republiki Konga. Od 2006 roku stolica prowincji Lomami, wcześniej w prowincji Kasai Wschodnie. Według danych szacunkowych z 2020 roku liczy 466 tys. mieszkańców i jest jednym z najszybciej rozrastających się miast Afryki.
Znajduje się około 100 kilometrów na wschód od Mbuji-Mayi, drugiego co do wielkości miasta w kraju. Okolica jest jednym z najbogatszych źródeł minerałów na świecie i produkuje jedną dziesiątą wagi diamentów przemysłowych na świecie.